# TUBE 3D Live -Surprise!- Live Around Special 2010 in Yokohama Stadium
『TUBE 3D Live -Surprise!- Live Around Special 2010 in Yokohama Stadium』（チューブ・スリーディーライブ－サプライズ！－ライブ・アラウンド・スペシャル2010・インヨコハマスタジアム）は、TUBEのDVD BOX。2011年4月13日発売。

## 概要
- TUBEが2010年8月に、3万人以上を動員した恒例ライブ場「横浜スタジアム」でのライブが3D化したものである。

## 収録曲

### Disc 1
1. OPENING
2. SUMMER DREAM
3. 灼熱らぶ
4. 夏を待ちきれなくて
5. だって夏じゃない
6. -花火-
7. 虹になりたい
8. 絆
9. 君となら
10. I'll Be Your Love Shower
11. ジラされて熱帯
12. You'll be the champion
13. 涙を虹に
14. Hot Night
15. 太陽のサプライズ
16. 最後のLove Song